# Silvio Sacco
Silvio Sacco (Tortona, 3 settembre 1906 – Pavia, 26 aprile 1989) è stato un imprenditore e dirigente sportivo italiano.

## Biografia
Ingegnere e assistente al Politecnico di Milano, era presidente di una ditta di lubrificanti e oli per motori con sede nel capoluogo lombardo, l'ICEP.
Le prime esperienze come dirigente nel mondo del calcio risalgono agli anni quaranta, col Derthona.
Nel 1955 divenne presidente dell'Alessandria Unione Sportiva, ponendosi come obiettivo il rilancio della società, in quegli anni angustiata da difficoltà economiche e reduce da delusioni sportive.
Ad un'energica campagna di rafforzamento della squadra, che consentì ai grigi di fare ritorno in Serie A dopo nove anni nelle serie minori (1956-1957) e di condurre un tranquillo campionato di A nella stagione 1957-1958, affiancò iniziative atte a rilanciare l'immagine della società, come le migliorie alle strutture dello Stadio Giuseppe Moccagatta (ampliato a 22 000 posti), la comunicazione attraverso i media (al 5 maggio 1956 risale la prima videofilmata dalla Rai al Moccagatta, Alessandria-Marzotto, mentre Alessandria-Padova del 10 gennaio 1960, commentata da Andrea Boscione, fu una delle tre partite scelte per il debutto della trasmissione Tutto il calcio minuto per minuto) e in alcuni casi coinvolgendo in prima persona i tifosi, come nel caso della scelta del disegno delle maglie da gioco.
Durante la sua presidenza militarono in maglia grigia gli ex-Nazionali Lorenzi e Giacomazzi, oltre a Carlo Tagnin e lo svizzero Vonlanthen. Proseguì la tipica politica alessandrina di cura del vivaio, testimoniata dall'esordio di Gianni Rivera in prima squadra.
Sempre negli anni cinquanta finanziò la casa la squadra di ciclismo fondata da Costante Girardengo.
Dopo alcuni anni di lavoro, impegni lavorativi lo indussero a trasferirsi stabilmente a Trieste; lasciò dunque la carica di presidente dell'Alessandria nel 1960, anno della retrocessione in Serie B.
Morì nel 1989, a 83 anni.